# Agrifac

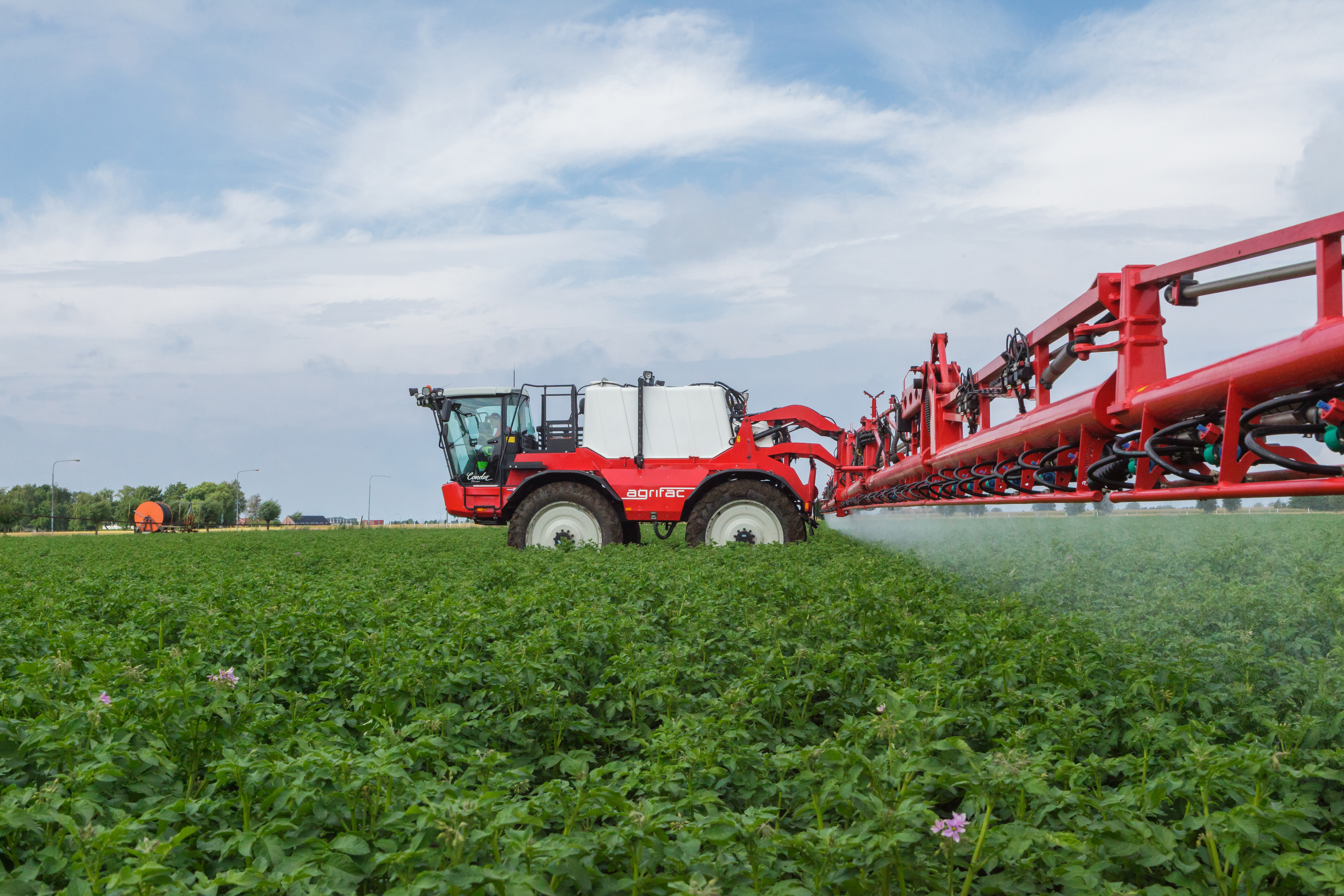
Condor Selbstfahrer

Die Agrifac Machinery B.V. ist ein international operierender, niederländischer Hersteller von selbstfahrender und gezogener Pflanzenschutztechnik sowie von selbstfahrender Zuckerrüben-Erntetechnik. Das Unternehmen hat seinen Hauptsitz in der niederländischen Stadt Steenwijk in der Provinz Overijssel. Neben diesem Standort verfügt das Unternehmen über Tochtergesellschaften in Großbritannien und Australien. Die Wurzeln des Unternehmens gehen bis zum Jahr 1939 zurück, im Dezember 2008 wurde es vom heutigen Geschäftsführer und CEO Peter Millenaar und weiteren Gesellschaftern übernommen, im Juli 2012 folgte die Übernahme des Unternehmens durch die auf Spritztechnik spezialisierte französische Exel Industries Gruppe.

## Geschichte
Die Unternehmensgeschichte der heutigen Agrifac Machinery B.V. begann im Jahr 1939 und hat einen genossenschaftlichen Hintergrund, als „Centraal Bureau“ wurde begonnen, Pflanzenschutzspritzen für den Kartoffelanbau zu verkaufen. 1955 beginnt das Unternehmen damit neben Pflanzenschutzspritzen auch mit Zuckerrübenrodern zu handeln. Im Jahre 1962 erfolgte die erste Namensänderung und die Geschäfte wurden von da an unter der Firma CEBECO geführt. Elf Jahre später, 1973, wird mit der Serienproduktion von angebauten und gezogenen Pflanzenschutzspritzen am Firmensitz in Steenwijk begonnen. Im Jahre 1984 beginnt die Produktion und der Verkauf der ersten von CEBECO selbst entwickelten Pflanzenschutzspritze mit dem Namen GN, dabei handelte es sich um eine gezogene Pflanzenschutzspritze. Bereits zwei Jahre später folgt die erste selbstfahrende Pflanzenschutzspritze, auf deren Weiterentwicklung sich das Unternehmen von dort an verstärkt fokussiert. 1989 erfolgt die nächste Umfirmierung und aus CEBECO wird Agrifac-CEBECO. Im Jahr 1993 übernimmt das Agrifac-CEBECO das auf Erntetechnik spezialisierte Unternehmen AMAC und firmiert ein Jahr darauf erneut um und nennt sich Agrifac. In den folgenden Jahren folgen verschiedene Produktweiterentwicklungen wie auch die Übernahmen verschiedener Firmen aus den Bereichen der Erntetechnik und der Pflanzenschutztechnik.
2008 kaufen Peter Millenaar und Ton Verhoeven das Unternehmen und gründen daraus die Agrifac Machinery B.V., von dort an wurden auch alle Marken des Unternehmens unter die einheitliche Marke Agrifac zusammengefasst. Im Jahr 2012 übernimmt die französische Exel Industries Gruppe das Unternehmen, was Agrifac zu einem Teil des Konzernes machte, die Unternehmensleitung verblieb bei Geschäftsführer und CEO Peter Millenaar.
Im Jahr 2016 konnte die Agrifac Machinery B.V. einen Umsatz von ca. 65 Millionen Euro erzielen und ist damit einer der führenden Hersteller für selbstfahrende Pflanzenschutzspritzen in Europa.

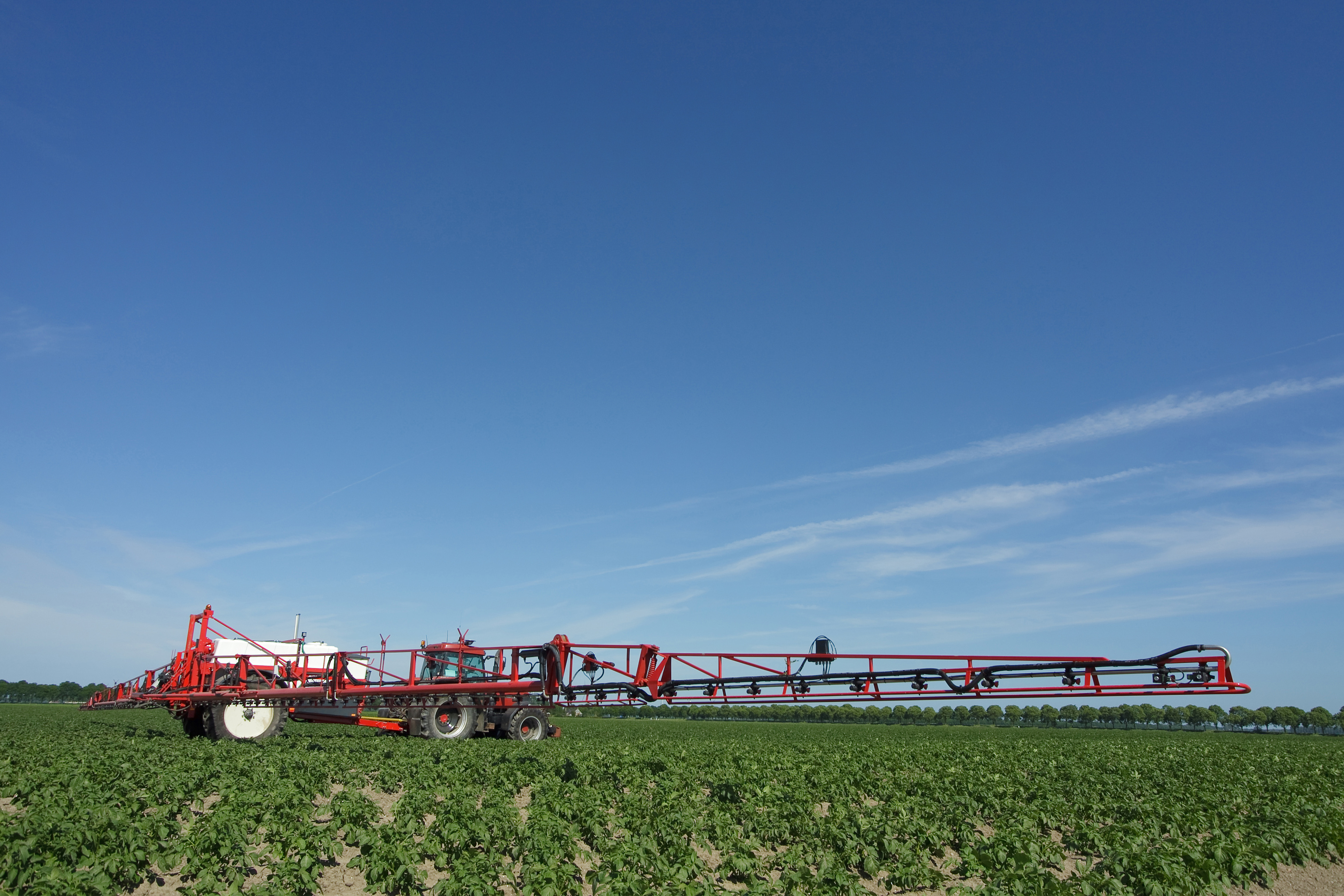
Milan (gezogene Spritze)
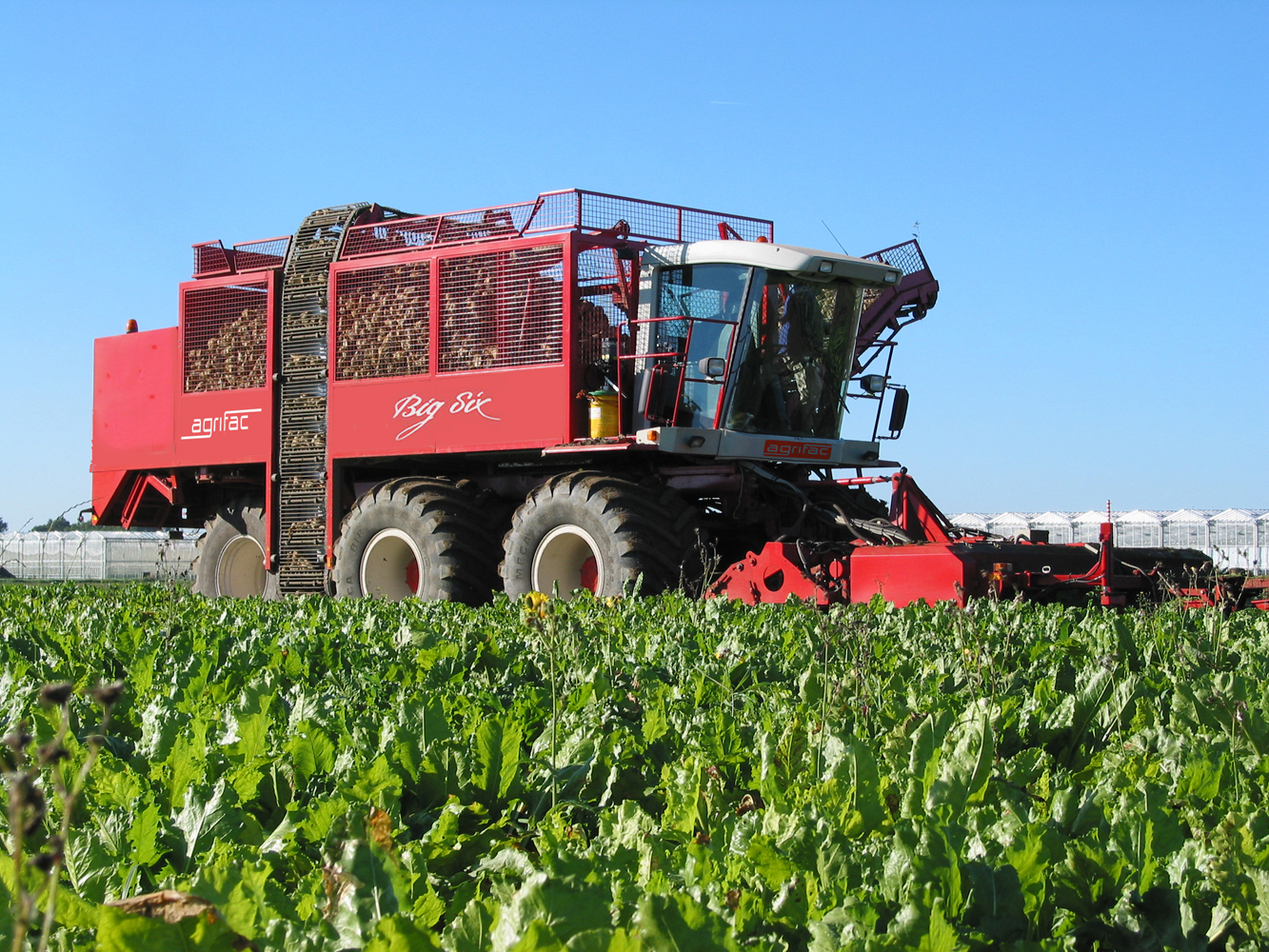
Big Six 6 reihiger Rübenroder